# Philippe Monneret
Pour les articles homonymes, voir Monneret.

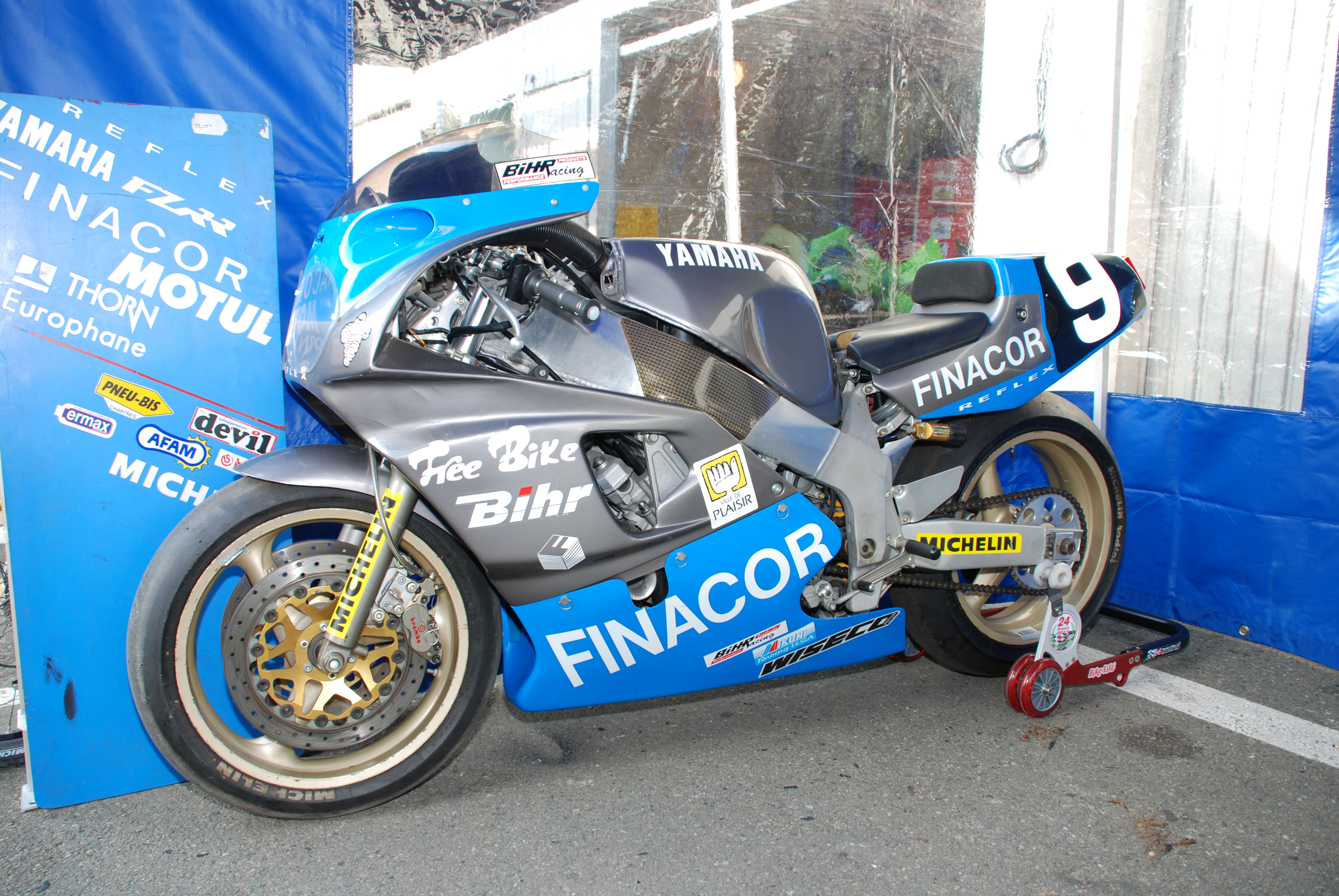
La Yamaha Finacor vainqueur des 24 Heures Moto 1991.

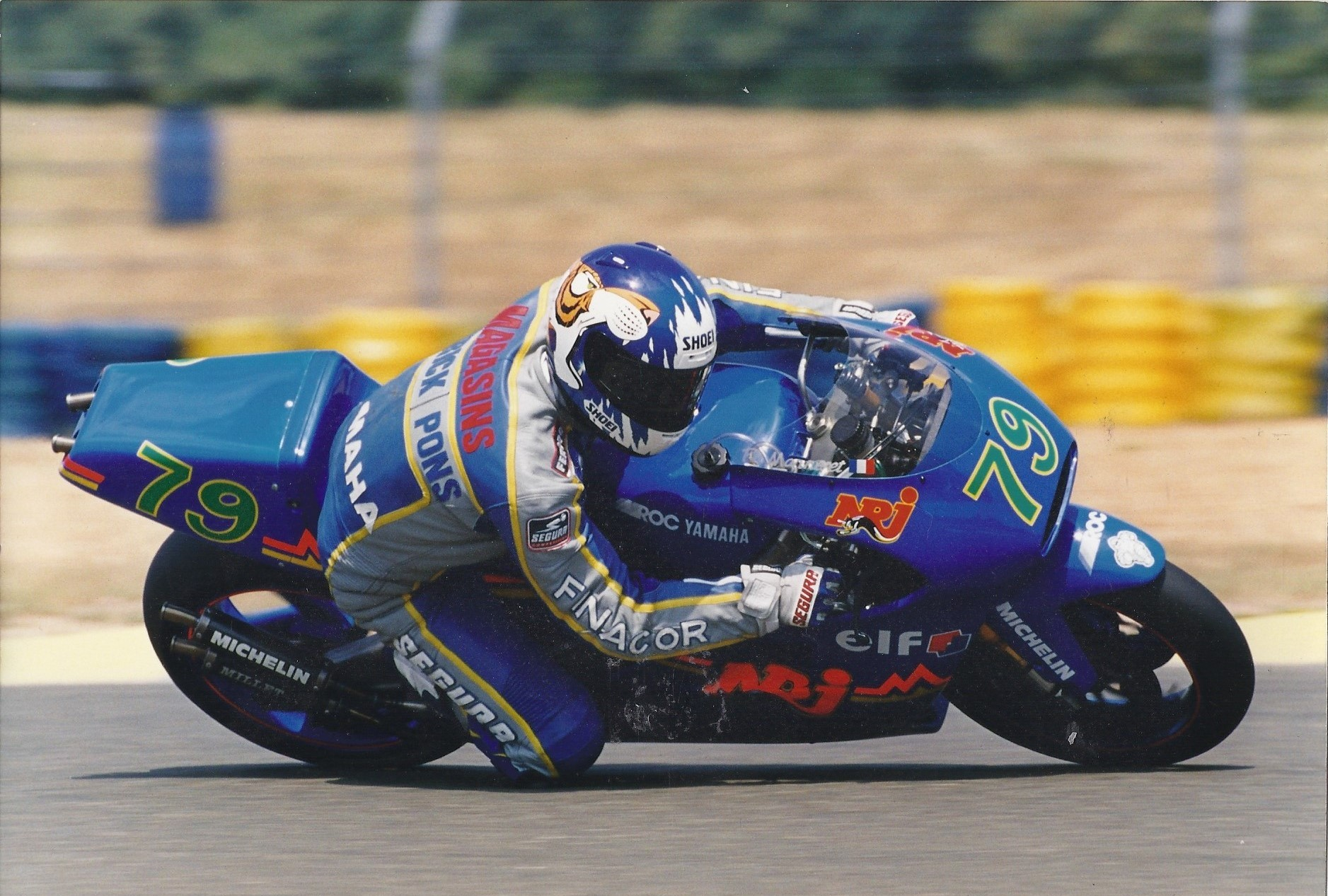
Philippe Monneret sur la Yamaha ROC 500 au GP de France 1995.

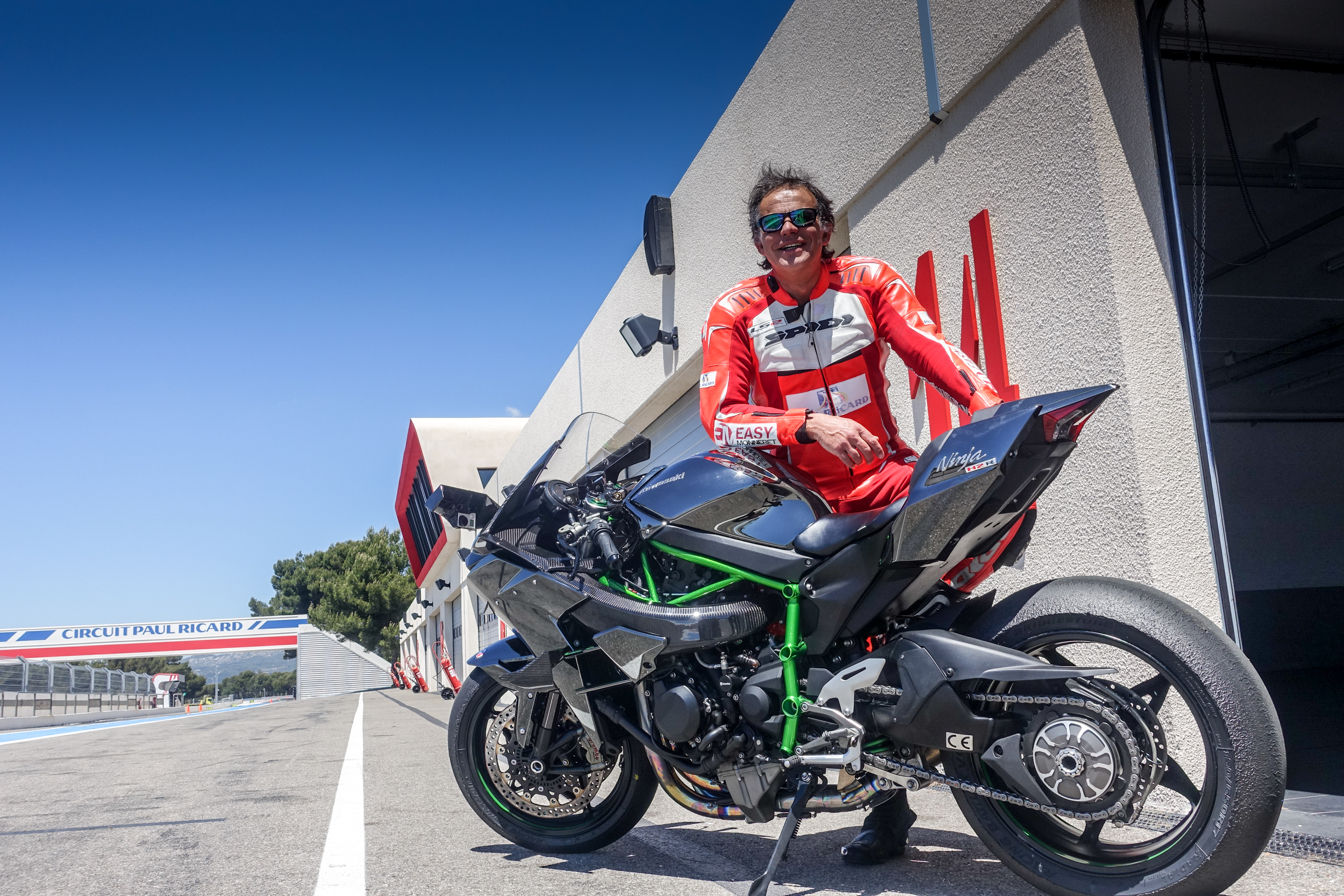
Philippe Monneret atteint 357 km/h au Paul-Ricard au guidon de la Kawasaki H2R, en 2015.

Philippe Monneret, né le 23 juillet 1958, est issu d'une des plus grandes familles française de pilotes moto. Son père, Georges Monneret, a obtenu 499 victoires, 19 titres de champion de France et battu 183 records du monde. Il a deux frères, Pierre Monneret, 1er vainqueur français d’un Grand Prix en catégorie reine (500 cm3) et Jean Monneret, également pilote de moto mais grièvement accidenté lors du tour du monde de moto à Montlhéry en 1951.

## Biographie
Philippe Monneret a débuté la moto à l’âge de 6 ans. À 12 ans, il est recordman des 24 Heures sur un Peugeot 104 avec son père, Georges Monneret,. 
- En 1962, alors âgé de 3 ans, il effectue le raid Dunkerque - Monte-Carlo dans une remorque derrière sa mère et son père au guidon d'un Vap 50 cm3 spécial Monneret.
- En 1966, au guidon de sa Honda Monkey, il ouvre systématiquement toutes les courses des Jeunes Tigres, 1re coupe de promotion, organisée par son père Georges Monneret et révélant notamment Olivier Chevallier.
- En 1971, avec son père, il réalise son 1er record de 24 heures à Montlhéry pour lancer le Peugeot 104 en parcourant 1 256 km.
- En 1973, pour la promotion du Peugeot GT 10, il effectue toutes les étapes en partant trois heures avant les concurrents, vu la faible cylindrée de l'engin.
- En 1976, il remporte sa 1re victoire en 125 cm3 sur une Yamaha TA aux couleurs des magasins de Thierry Tchernine à Nogaro.
- En 1979, Il termine 2e aux 6 Heures du Mans sur Suzuki avec Michel Galbit.
- En 1983, sur le circuit Carole, il participe au 1er Super Motard (le Guidon d'or) et il termine 1er pilote de vitesse sur une Suzuki RM 500 cm3.
- En 1985, il participe à son premier Bol d'or sur le circuit Paul-Ricard et il termine également 2e du défi TF1 à Grenoble sur une Suzuki RM 500 cm3 derrière Serge Bacou.
- En 1989, il finit 5e aux 24 Heures du Mans et 4e au Bol d'or au Paul-Ricard avec Guy Bertin et Arnaud de Puniet sur une Honda RC30 National Moto.
- En 1991, il est vainqueur des 24 Heures Moto avec ses coéquipiers Bruno Bonhuil et Rachel Nicotte sur Yamaha[3]. Cette année-là, il est également vainqueur des 1 000 kilomètres de Paris avec Thierry Crine et 3e du championnat du monde d'endurance. Il finit également 3e aux 24 Heures de Spa, 4e aux 6 Heures de Philip Island en Australie et 6e du Bol d'or.
- En 1992, il est vainqueur des 1 000 kilomètres de Paris sur Yamaha avec Jean-Michel Mattioli et 3e des 24 Heures de Spa avec Jean-Michel Mattioli et Bruno Bonhuil. Il finit également 3e aux 24 Heures du Mans.
- En 1993, il finit 2e aux 24 Heures de Spa avec Jean-Michel Mattioli et Christophe Mouzin sur Yamaha et 2e des 1 000 kilomètres de Paris sur le circuit Carole.
- En 1994, il finit 3e des 24 Heures du Mans Moto, 2e des 24 Heures de Spa, 4e du Bol d'or et il termine vice-champion du monde d’endurance sur Suzuki[3].
- En 1994 et 1995, il participe aux Grands Prix de France 500 cm3 sur la Yamaha ROC 500.
- En 1996, il est vainqueur de la coupe Yamaha sur XJR 1200.
- En 2013, il participe aux essais des 24 Heures Moto afin d’aider Renaud Lavillenie à se qualifier pour la course.
- Le 21 mai 2015, pour le magazine Automoto sur TF1, il devient le pilote le plus rapide du monde sur circuit en atteignant 357 km/h sur une Kawasaki H2R à compresseur, au circuit Paul-Ricard dans la ligne droite du Mistral, étant plus rapide que les Toyota et Audi du championnat du monde d'endurance, qui ont atteint la vitesse maximale de 343 km/h[4].

Depuis plus de trente ans, Philippe Monneret s’est spécialisé dans la prévention, l’initiation, la formation et le perfectionnement à la conduite des motos et scooters.
En 1984, il a lancé avec Jean-Pierre Beltoise les écoles « Conduire Juste » sur le circuit Carole. De 1996 à 2002, il a été conseiller moto pour les AGF puis conseiller moto pour Axa Prévention de 2004 à 2015. Il est aussi devenu vice-président de Club 14 en 2005, 1er moto club de France (460 000 adhérents)[réf. nécessaire]. En 2002, il a été engagé par Philippe Gurdjian comme consultant moto pour le circuit Paul-Ricard.
Il a commenté les MotoGP pendant onze ans de 1999 à 2010 sur Eurosport avec Rémy Tissier, ainsi que les courses de championnats du monde d'endurance moto sur Motors TV de 2011 à 2014.
Il a animé une rubrique deux-roues dans l’émission Automoto sur TF1.
En 2011, il lance EasyMonneret, la première école de formation deux-roues en ligne devenue depuis le leader de la formation deux-roues en France sur ses pistes écoles de Meudon, Montlhéry, Trappes et Paul-Ricard. Pendant la pandémie de Covid 19, Philippe Monneret participe à l'effort de solidarité en prêtant les scooters de sa moto-école aux soignants et en leur offrant la formation 125 cm3.
En 2015, il rejoint à nouveau l’équipe d’Eurosport comme consultant dans l’émission Dimanche Méca.
En 2020, il retrouve Rémy Tissier pour commenter le championnat du monde de Superbike sur Eurosport.
En 2022, Philippe Monneret lance la première moto-école 100 % électrique en France sur l'île de Puteaux.
En 2022, Philippe Monneret et Lionel Rosso sortent le livre 50 Pilotes de Légende MotoGP et La Saga Monneret,.

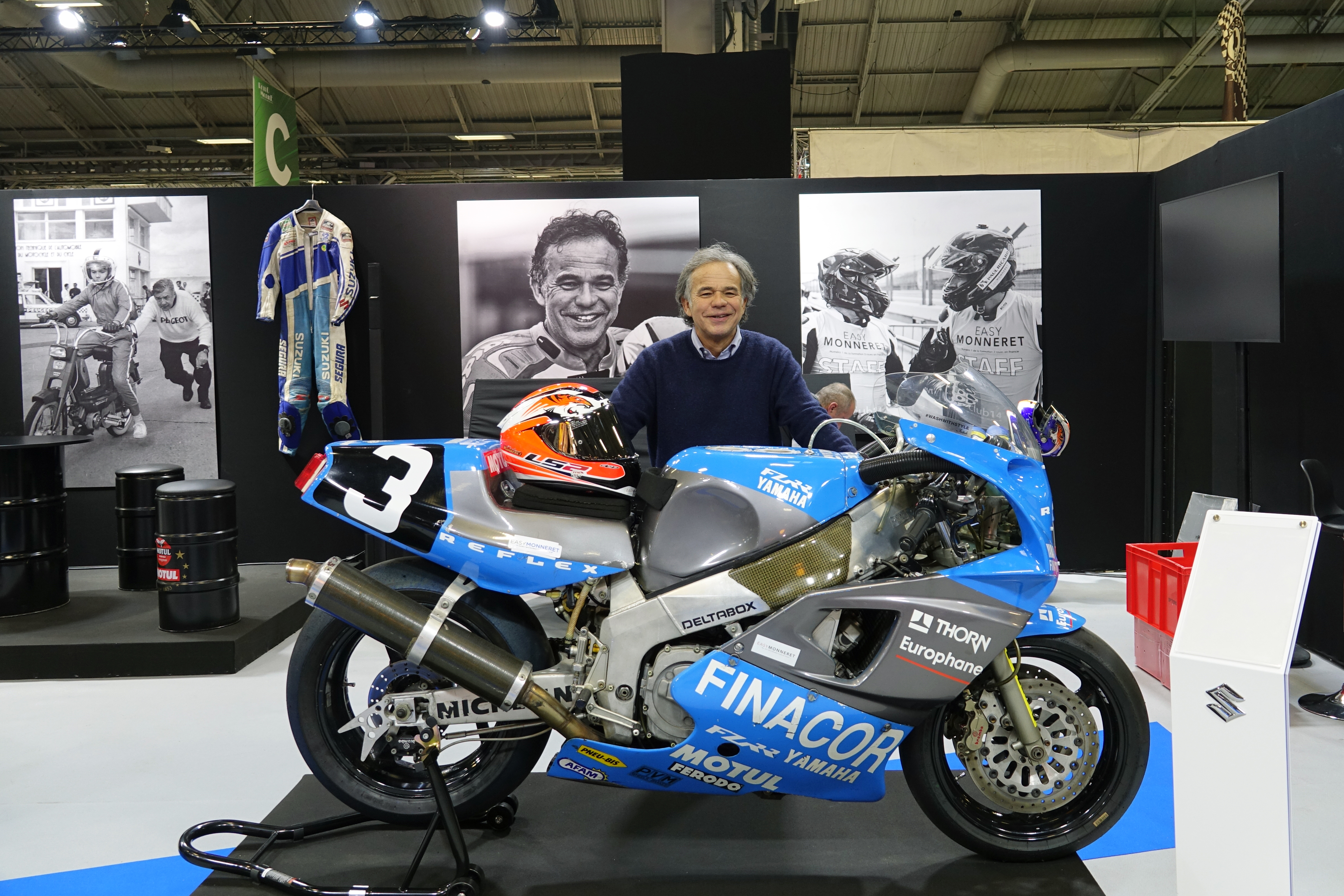
Philippe Monneret à Rétromobile 2024

En 2024, le salon Rétromobile consacre une exposition à la famille Monneret.
En 2024, Philippe Monneret devient conseiller municipal à la Mairie de Garches dans le domaine du sport et de la sécurité routière.
Le professionnalisme de Philippe Monneret a permis de former de nombreuses personnalités du sport, du cinéma et de la télévision : Natacha Amal, Paul Belmondo, Richard Berry, Patrick Bruel, Carlos, Dominique Chapatte, Caroline Cellier, Clotilde Courau, Gérard Darmon, Lorànt Deutsch, Hélène de Fougerolles, Gérard Depardieu, Guillaume Depardieu, Julie Depardieu, Ticky Holgado, Gérard Holtz, Mathieu Kassovitz, Patrice Laffont, Philippe Lavil, Sabine Paturel, Emmanuel Pinda, Harry Roselmack, Satya Oblet, Tomer Sisley, Omar Sy, Fred Testot, Camille Lacourt, Fred Bousquet, Florent Manaudou, Kad Merad, Gérald Dahan, Nathalie Simon, Laure Manaudou, Pierre Rousseau, Kristen Stewart, Fréro Delavega.[réf. nécessaire]